# Danvikstull

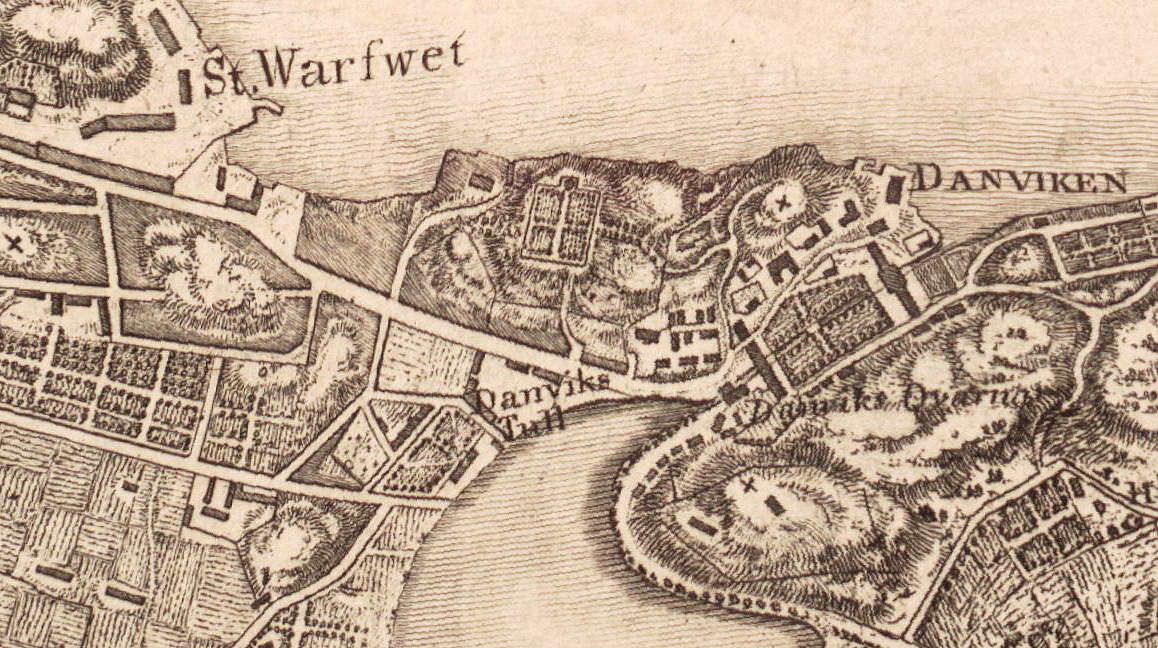
Danvikstull med omgivning 1805.

Danvikstull är ett informellt område på nordöstra Södermalm i Stockholm. Via Danvikstull går Folkungagatan och Värmdövägen, vilka förbinder Nacka och Stockholm.
Ursprungligen var Danvikstull en plats vid en dåvarande infart till Stockholm där stadstull togs upp. Danvikstull (Danwicks tol) låg från början strax öster om Katarina kyrkas föregångare Sturekapellet. Den flyttades,  troligtvis på 1660-talet, till sin senare placering nedanför Fåfängan där Hammarby Sjö hade sitt utlopp. Själva tullhuset var ett envåningshus av trä, dessutom fanns ett mindre vakthus av sten samt en vedbod. 1810 upphörde systemet med tullstationer.
Danvikstullen var troligtvis den obetydligaste av stadens tullstationer. Hammarby vintertull vid det nuvarande området Vintertullen användes betydligt oftare, i alla fall vintertid, när man skulle in i staden över isarna österifrån.
Området är idag genomkorsat av broar, järnvägar och Folkungagatan. På Fåfängan ligger ett kafé sommartid. Busslinje 53, 55, 71 och 402 stannar vid hållplatsen med samma namn i riktning österut. Morgnar och eftermiddagar är här långa bilköer.